# Oiketicus
Oiketicus is een geslacht van vlinders van de familie van de zakjesdragers (Psychidae).

## Soorten

### OndergeslachtParaoiketicusDavis, 1964
- Oiketicus bergii (Weyenbergh, 1884)
- Oiketicus borsanii (Köhler, 1953)
- Oiketicus geyeri Berg, 1877
- Oiketicus zihuatanejensis Vázquez, 1951

### OndergeslachtOiketicus
- Oiketicus abbotii Grote, 1880
- Oiketicus assimilis Vázquez, 1942
- Oiketicus kirbyi Guilding, 1827
- Oiketicus platensis (Berg, 1882)
- Oiketicus specter Schaus, 1905
- Oiketicus toumeyi Jones, 1922
- Oiketicus townsendi Townsend, 1894

### Ondergeslacht onbekend
- Oiketicus angulatus Gaede, 1929
- Oiketicus jamaicana Hättenschwiler & Rezbanyai-Reser, 2003
- Oiketicus saclavus (Mabille, 1890)